# Batalla de Pensacola (1814)
La Batalla de Pensacola se libró en el marco de la Guerra de 1812, en la que fuerzas estadounidenses lucharon contra los reinos de Gran Bretaña y España, y las tribus creek de indios americanos aliados con los británicos. El comandante, General Andrew Jackson, dirigió su infantería contra fuerzas británicas y españolas que controlaban la ciudad de Pensacola en la Florida española. Los británicos abandonaron la ciudad y los españoles se rindieron.

## Contexto

### Horseshoe Bend

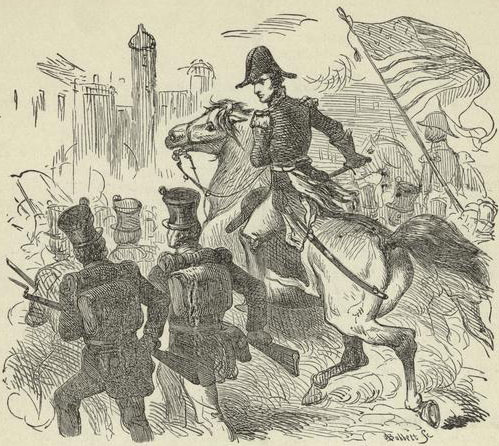
Jackson y sus tropas entran en Pensacola el 6 de noviembre de 1814.

Después de derrotar a los Bastones Rojos de los creek en la Batalla de Horseshoe Bend, había una migración de refugiados a la Florida occidental española. La presencia de los refugiados creek había incitado al Capitán George Woodbine a trasladarse a Pensacola en julio de 1814. Woodbine entabló relaciones con los refugiados y el gobernador español de Florida Occidental en Pensacola para que hubiese una presencia militar británica en Pensacola a partir del 25 de agosto de 1814, ocupando inicialmente el Fuerte San Miguel y posteriormente la ciudad. Edward Nicolls partió de Pensacola, para una demostración de fuerza, al atacar Fuerte Bowyer cerca de Mobile. (Este era territorio español que había sido anexionado por el general estadounidense James Wilkinson en 1813, justo antes del mandato de Manrique). El ataque fue un fracaso, resultando en una pérdida de prestigio. Esta derrota sembró la duda e hizo que Manrique se planteara si los británicos eran capaces de defender Pensacola. 
Justo con anterioridad a la llegada de los estadounidenses, las relaciones con el gobernador español Mateo González Manrique se deterioraron y la fuerza británica dejó la ciudad para consolidarse en el aislado Fuerte San Carlos (o Barrancas), y en la batería Santa Rosa Punta de Sigüenza. (más tarde reconstruido como Fort Pickens). 

### Escalada de las tensiones con Jackson
Al recibir informes de que los británicos habían desembarcado en suelo español para armar a los nativos en guerra con Estados Unidos, y Manrique no había intervenido, la carta de Jackson a Manrique fechada el 12 de julio advertía de "consecuencias desagradables" si esta información era cierta La respuesta de Manrique fechada el 26 de julio se refería al lugar del desembarco como territorio de los indios, no de los españoles. Respecto a la entrega de dos caciques a los americanos, negándose su presencia, deploraba la hipocresía con la que los fugitivos españoles habían sido dejados en libertad por los americanos. Criticó que los piratas baratarianos liderados por Jean Lafitte estuvieran llevando a cabo sus operaciones desde suelo americano, y no hubieran sido apresados por las autoridades, con las consiguientes pérdidas para los ciudadanos españoles.
Se hizo evidente que Jackson estaría dispuesto a atacar Pensacola. Jackson forzaría la situación, siendo muy consciente de la posición de debilidad de Manrique En su carta del 24 de agosto, Jackson criticaba a Manrique por permitir que agentes británicos operaran en Pensacola y le advertía que le consideraría personalmente responsable de cualquier depredación sufrida por ciudadanos americanos.
Manrique se encontraba en una situación precaria. Pidió ayuda a su superior en La Habana, Juan José Ruiz de Apodaca y Eliza, Capitanía General de Cuba con las dos Floridas, pero no la obtuvo. Informó a Apodaca de que no podría impedir el desembarco de los británicos. Tomó la iniciativa, y en agosto de 1814 se acercó a los británicos, invitándoles a Pensacola Esto supuso un cambio radical respecto a la política existente de mantener pequeños enclaves poblados con la exigua guarnición, y evitar la confrontación ni con los americanos ni con los británicos. Se observó a los británicos atracando el día 25 y descargando el 26. Se ha teorizado que Manrique preveía el despliegue de una fuerza británica sustancial en la costa del Golfo, de la que las fuerzas Royal Marines comandadas para Woodbine y Nicolls eran un preludio. Las pruebas indican que Nicolls se lo había prometido. En Pensacola circulaban rumores al respecto. En una carta a Manrique fechada el 9 de septiembre, Jackson expresaba su consternación por el hecho de que la bandera británica ondeara en Pensacola cuando Florida estaba "bajo el más estricto alegato de neutralidad".
Jackson insinuó en su carta a James Monroe fechada el 5 de septiembre que la toma de Pensacola, y su posterior ocupación por una guarnición estadounidense, en concierto con Fort Bowyer en Mobile y un fuerte en Appalachicola aseguraría la zona. En respuesta, la carta de Monroe a Jackson fechada el 21 de octubre solicita que el asunto de Pensacola no se aborde mediante un ataque de Jackson, sino por medios diplomáticos, y que en su lugar se prepare para la llegada anticipada de una fuerza de tarea británica a Luisiana  Antes de que llegaran estas instrucciones, Jackson escribió una carta a Monroe, fechada el 26 de octubre, explicando que iba a realizar un ataque, y sus razones para hacerlo.
El general Andrew Jackson planeó hacer una ofensiva contra el ejército británico en la ciudad española de Pensacola en la Florida española, y posteriormente marchar a Nueva Orleans para defender la ciudad contra cualquier ataque británico. Las fuerzas de Jackson habían disminuido debido a deserciones. Jackson estuvo forzado a esperar al General-brigadier John Coffe y sus voluntarios antes de avanzar contra la ciudad. Jackson y Coffe se unieron en Pierce's Stockade en Alabama. A principios de noviembre Jackson reunió una fuerza de hasta 4000 hombres. El día 2 de noviembre avanza hacia Pensacola, alcanzándola el día 6 de noviembre. Las fuerzas en el fuerte anglo-español constaban de alrededor de 100 hombres de infantería británica y una batería costera, aproximadamente 500 hombres de infantería española, un número desconocido de artillería británica y española, al igual que un número desconocido de guerreros Creek. Jackson envió primeramente a Henri Piere como mensajero bajo una bandera blanca de tregua al gobernador español, Mateo González Manrique. Aun así, el mensajero al acercarse a la ciudad fue tiroteado por la guarnición en el fuerte San Miguel. Finalmente un segundo mensajero, esta vez español, fue enviado y ofreció la demanda que después de que el ejército británico abandonase los fuertes, los estadounidenses se refugiarían en ellos hasta ser relevados por tropas españolas, las cuales servirían sólo para asegurar la neutralidad de España en el conflicto. Manrique negó estas demandas.

## Batalla
Al alba Jackson envió a 3000 soldados a avanzar sobre la ciudad. Los estadounidenses rodearon la ciudad desde el este para evitar el fuego de los fuertes y marcharon por la playa, haciendo las arenas dificultosa la tarea de mover y colocar la artillería. El ataque siguió adelante igualmente, encontrándose con resistencia en el centro de la ciudad por una línea de infantería apoyada por una batería. Aun así, los estadounidenses cargaron y capturaron la batería.
El fuerte de San Miguel y su guarnición de 268 soldados se rindieron el 7 de noviembre. Según los términos de la rendición, las tropas de Jackson ocuparían el fuerte hasta que llegara una fuerza de relevo enviada desde España, impidiendo así que los británicos siguieran violando la neutralidad de los españoles El fuerte San Carlos, situado a 23 kilómetros al oeste, permaneció en manos británicas.
Jackson planeó capturar el fuerte por asalto al día siguiente, pero este fue volado y abandonado antes de que Jackson pudiera avanzar sobre él y la infantería británica restante huyó de Pensacola junto con el escuadrón británico comprendiendo HMS Sophie (18 cañones), HMS Childers (18 cañones; Capt. Umfreville), HMS Seahorse (38 cañones; Capt. Gordon), HMS Shelburne (12 cañones) y HMS Carron (20 cañones; Capt. Spencer). Un cierto número de españoles acompañaron la retirada de las fuerzas británicas y no regresaron a Pensacola hasta 1815.

## Consecuencias
La batalla había forzado al ejército británico fuera de Pensacola y dejó a los españoles en control (enfadados con los británicos, quienes habían huido a prisa una vez la fuerza de Jackson había atacado), la tarea de la destrucción de las fortificaciones y la extracción de parte de la guarnición española. Jackson sospechó que el escuadrón que había dejado el puerto de Pensacola regresaría para atacar en Mobile, Alabama. Jackson abandonó Pensacola en manos de los españoles y se dirigió a Mobile, y al llegar a la ciudad recibió peticiones para que se apresurara a la defensa de Nueva Orleans.
El almirante en:Alexander Cochrane comentó al general Lambert que el ataque a Pensacola tuvo un impacto perjudicialmente grande en el impulso de la ofensiva contra Nueva Orleans.
Las bajas estadounidenses fueron insignificantes: unos siete muertos y once heridos. (Dos oficiales y nueve soldados rasos heridos están documentados por Eaton.) Los españoles sufrieron catorce muertos y seis heridos, según Owsley. El teniente coronel en:Edward Nicolls afirma que no hubo muertos entre los británicos, y opina que los estadounidenses sufrieron 15 bajas mortales y numerosas bajas.
Cuatro batallones activos de infantería del Ejército de los Estados Unidos (1-1 Inf, 2-1 Inf, 2-7 Inf y 3-7 Inf) perpetúan los linajes de las unidades americanas (elementos de los viejos 3º, 3.º y 44º Regimientos de Infantería) que lucharon en la Batalla de Pensacola.